# Quần đảo Surin

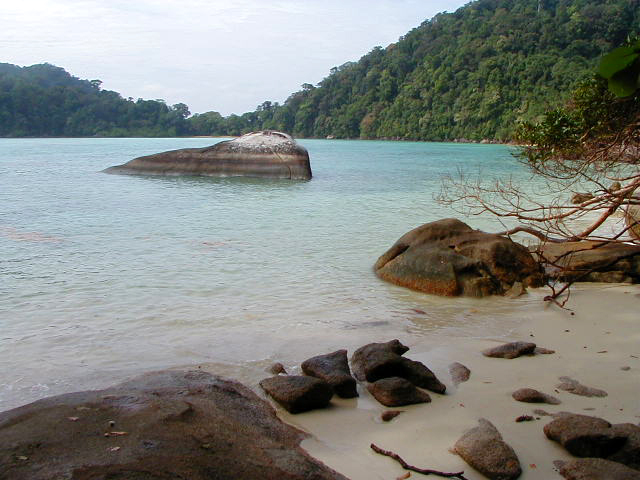
Công viên quốc gia quần đảo Surin, Thái Lan

Quần đảo Surin (tiếng Thái: หมู่เกาะสุรินทร์, phát âm tiếng Thái: [mùː kɔ̀ʔ sùʔrin]) là một quần đảo ở biển Andaman, cách 55 km từ lục địa Thái Lan. Về mặt hành chính, quần đảo này là một phần của Tambon Ko Phra Thong, Khura Buri, tỉnh Phang Nga, Thái Lan.
Công viên quốc gia Mu Ko Surin (อุทยานแห่งชาติหมู่เกาะสุรินทร์) gồm các đảo và vùng nước xung quanh nó. Công viên có một trong những điểm lặn nổi tiếng nhất trên thế giới, Richelieu Rock.